# شارون براون
شارون براون هي مؤلفة وكاتِبة كندية، ولدت في 8 نوفمبر 1946 في فانكوفر في كندا.